# Ruby (Carolina del Sud)
Ruby è un comune degli Stati Uniti d'America, situato in Carolina del Sud, nella Contea di Chesterfield.